# Acacia colei
Acacia colei е растение, част от флората на Австралия, храст с височина от 2 до 4 метра или дърво до 9 метра. Съцветията са рудиментарни, двуглави, с оси, дълги до 0,5 мм; цветовете – 5-делни, чашелистчетата – събрани, венчелистчетата – с власинки. Семената са продълговати, дълги 3 – 4 мм, лъскави, тъмнокафяви до черни.
Растението цъфти в периода май – септември.